# Anthony Flanagan
Anthony Flanagan est un acteur britannique né le 11 avril 1972 à Stockport en Angleterre.

## Filmographie

### Cinéma
- 2004 : Trauma : le gros
- 2009 : Lady Keyes : Celle qui en savait trop : le policier militaire
- 2012 : Private Peaceful (en) : le sergent recruteur
- 2013 : The Arbiter : Mickey
- 2013 : The List : Christopher Corwin
- 2018 : God's Kingdom : Jack
- 2020 : Stardust : Dr Reynolds

### Télévision
- 2002 : Holby City : Chris Scott (1 épisode)
- 2003 : Buried : Collitt (1 épisode)
- 2003 : Jeux de pouvoir : le jeune homme (2 épisodes)
- 2003-2009 : The Bill : Dexter Barnes et Oliver Robinson (3 épisodes)
- 2004 : Red Cap : Police militaire : Sergent Stuart Hodnett (1 épisode)
- 2004 : Face au mensonge : Tom Frasier
- 2004-2006 : Shameless : Tony (17 épisodes)
- 2006 : Life on Mars : Pete Bond (1 épisode)
- 2006 : Cracker : Kenny Archer (1 épisode)
- 2006 : MI-5 : Craig Fletcher (1 épisode)
- 2007 : Doctor Who : Orin Scannell (1 épisode)
- 2008 : Code 9 : Tom (1 épisode)
- 2008-2010 : Survivors : Dexter (3 épisodes)
- 2009 : The Red Riding Trilogy : Barry Gannon
- 2009 : Blue Murder : Gavin Turner (1 épisode)
- 2011 : Flics toujours : Anthony Bassett (1 épisode)
- 2011 : Une Femme de Confiance (Appropriate Adult, téléfilm en deux parties) : Mike
- 2012 : Being Human : La Confrérie de l'étrange : Fergus (3 épisodes)
- 2012 : Prisoners' Wives : Andy (5 épisodes)
- 2012 : Affaires non classées : Ronson (2 épisodes)
- 2012 : Rocket's Island : Peter (3 épisodes)
- 2013 : Moving On : Greg (1 épisode)
- 2013-2014 : The Village : Arnold Hankin (12 épisodes)
- 2014 : Shetland : Ewan Ross (2 épisodes)
- 2014 : In the Flesh : Julian (2 épisodes)
- 2015 : Inspecteur George Gently : Petey Magath (1 épisode)
- 2016 : The Crown : Thurman (1 épisode)
- 2016 : Humans : Jansen (2 épisodes)
- 2017 : The White Princess : Francis Lovell (3 épisodes)
- 2018 : The Terror : John Morfin (6 épisodes)
- 2018 : Versailles : Bastien (9 épisodes)
- 2019 : Wild Bill : Sean Cobley (6 épisodes)
- 2019-2022 : Gentleman Jack : Ben et Sam Sowden (4 épisodes)
- 2020 : Dracula : Portmann (1 épisode)
- 2021 : Les Enquêtes de Morse : Flavian Creech (1 épisode)
- 2021 : Le Tour du monde en quatre-vingts jours : Thomas Kneedling (5 épisodes)
- 2022 : House of the Dragon : Sir Steffon Darklyn (3 épisodes)
- 2022 : Happy Valley : Victor (3 épisodes)

### Jeu vidéo
- 2013 : Ryse: Son of Rome : voix additionelles